# Ollie Allen
Oliver Thomas „Ollie“ Allen (* 7. September 1986 in Brentwood) ist ein ehemaliger englischer Fußballspieler.

## Karriere
Allen, Sohn des englischen Nationalspielers Clive Allen, durchlief seine fußballerische Ausbildung bei West Ham United, schaffte dort aber den Sprung in den Profibereich nicht. In der Folge spielte er bei Birmingham City, mit deren Reserve er im April 2005 im Finale um den Birmingham Senior Cup stand und rückte im November 2005 in den Profibereich auf. Obwohl er in der Reserve erfolgreichster Torschütze war, blieb er bis zu seiner Vertragsauflösung im Januar 2007 ohne Pflichtspieleinsatz im Profiteam.
Einen neuen Klub fand der Stürmer mit dem Viertligisten FC Barnet, bei dem er auf vertragsloser Basis spielte. Nachdem er mehrfach als Einwechselspieler eingesetzt worden war, erzielte er in seinen ersten vier Startelfeinsätzen jeweils einen Treffer. Darunter war auch der Ausgleichstreffer, das erste Gegentor für Wayne Hennessey nach 862 Minuten, beim 3:1-Sieg über Stockport County, das zuvor neun Partien ohne Gegentreffer gewonnen hatte. Dennoch unterbreitete Trainer Paul Fairclough Allen für die Folgesaison kein Vertragsangebot, dessen Vereinszugehörigkeit damit nach 15 Pflichtspieleinsätzen endete, sondern verpflichtete stattdessen Anthony Thomas.
Im Juli 2007 schloss sich Allen dem Fünftligisten Stevenage Borough an, vorausgegangen war eine erfolgreiche Saisonbereitung, darunter ein Testspieltreffer gegen Erstligist Tottenham Hotspur. Dort stand er, auch verletzungsbedingt, im Saisonverlauf nur einmal in der Startelf und erzielte in 13 Einsätzen einen Treffer. Von Februar bis März 2008 war er für einen Monat an den Ligakonkurrenten Crawley Town ausgeliehen, für den er beide Treffer bei einem 2:2 gegen Exeter City erzielte. Am Saisonende entschied sich Allen dazu, wegen einer hartnäckigen Knieverletzung seine Fußballkarriere zu beenden und sein Vertrag bei Stevenage wurde aufgelöst.
Dennoch tauchte Allens Name vereinzelt auch noch in der Saison 2008/09 auf. Im Erstrundenspiel des FA Cups 2008/09 wurde er auf Seiten des Isthmian-League-Klubs Harlow Town bei der 0:2-Niederlage gegen Macclesfield Town eingewechselt. Im Januar 2009 schloss er sich dem Sechstligisten FC Thurrock an, als letzte dokumentierte Station liegt der Siebtligist Billericay Town vor, dem er im März 2009 beitrat.